# 安藤信博
安藤 信博　（あんどう のぶひろ、1974年5月28日 - ）は、日本の写真作家である。福島県郡山市出身。横須賀市在住。元妻はシャーリーテンプルのデザイナー。
武蔵野美術大学　造形学部空間演出デザイン科卒業
主な作品に、記憶、予感、PIXELIVE、TA-JIN、Grayish Shelterがある。

## 主な賞歴
- キヤノンデジタルクリエーターズコンテスト2000 キヤノン賞
- キヤノンデジタルクリエーターズコンテスト2002 ブロンズ賞
- エプソンカラーイメージングコンテスト2007 佳作

## 出版物
- Photography  写真の今